# Farhangia celebensis
Farhangia celebensis är en loppart som först beskrevs av Ewing 1924.  Farhangia celebensis ingår i släktet Farhangia och familjen Stivaliidae. Inga underarter finns listade i Catalogue of Life.